# Urs Wiesner
Urs Wiesner (* 30. Mai 1961 in Liestal) ist ein Schweizer Jazzmusiker (Schlagzeug, Mallet-Instrumente, Komposition).

## Wirken
Urs Wiesner studierte zunächst Jazzpiano an der Swiss Jazz School in Bern, um dann zur Perkussion zu wechseln. An der Hochschule für Musik Basel bei Ruud Wiener wurde das Vibraphon sein Hauptinstrument.
Wiesner erkundete auch das balinesische Xylophon Rangtang und nahm Unterricht bei Nana Twum Nketia. Er gründete mit Andreas Gerber und Thomas Weiss die Band Hati-Hati (gleichnamiges Album 1993 bei XOPF) und (mit Peter Perfido und André Buser) das Trio Perfido (CD 2020). Im Ensemble Delydious tritt er mit Günther Wehinger (Querflöten), Karin Nakagawa (Koto) und André Buser (E-Bass) auf. Weiter arbeitete er im Duo mit Ruud Wiener sowie mit Don Moye, Isla Eckinger, Clark Terry, Lisa Sokolov, Reinhard Flatischler, Kim Dong Wong, Hans Feigenwinter, Tibor Elekes, und Bob Degen. Er spielte weltweit auf Festivals und war 2014 Jurymitglied an der International Italy Percussion Competition in Pescara. Er ist auch auf Alben von Andy Lüscher, Daniel Cerny Niki Reiser und dem Ensemble Schlagart (Percussion) zu hören.
Wiesner komponierte auch für den Contrapunkt Chor und für das ARTE Quartett. Seit 2008 unterrichtet er als Dozent für Vibraphon, Ensemble und Musiktheorie an der Hochschule für Musik Basel. Zudem lehrt er an der Musikschule Konservatorium Zürich und am Gymnasium Liestal.
Wiesner gewann 1995 mit dem schweizerisch-koreanischen Ensemble Dasotsori den Ersten Preis bei einem Wettbewerb in Seoul.